# Abdallah Makoon
Abdallah Abd Elqader Ahmad Makoon (ur. 2004) – jordański zapaśnik walczący w stylu wolnym. 
Zajął dwunaste miejsce na mistrzostwach Azji w 2025. Wicemistrz arabski w 2024 roku.